# Disco Romancing (album)
Disco Romancing este al treilea album de studio al cântăreței române Elena Gheorghe, lansat în noiembrie 2012. Albumul a fost lansat în țări ca Mexic, Italia și Spania și într-o ediție bonus specială în Japonia.

## Track listing
1. „The Balkan Girls”
2. „Disco Romancing”
3. „Midnight Sun”
4. „Hot Girls” feat. Dony
5. „Your Captain Tonight”
6. „Waiting”
7. „I'm On Fire”
8. „Te ador”
9. „Amar Tu Vida”
10. „Hypnotic”
11. „Incomplete”
12. „Hello, Hello”
13. Disco Romancing (Lockout's Digital Disko Mix)
14. Disco Romancing (Frisco Extended Mix)
15. Midnight Sun (Nick Corline Remix)
16. Midnight Sun (Swindlers Extended Remix)

## Ordinea pieselor de pe discul din Spania
1. The Balkan Girls
2. Disco Romancing (Video Edit)
3. Midnight Sun
4. Hot Girls (feat. Dony)
5. Your Captain Tonight
6. Waiting
7. I'm On Fire
8. Te Ador
9. Amar Tu Vida
10. Hypnotic
11. Incomplete
12. Hello, Hello
13. Amar Tu Vida (feat. Dr. Bellido)
14. Disco Romancing
15. Disco Romancing (Bonne DJ Remix)
16. Disco Romancing (Lockout's Digital Disko Mix)
17. Disco Romancing (Frisco Extended Mix)
18. Midnight Sun (Swindlers Extended Remix)
19. Midnight Sun (LG Madwenn Club Remix)
20. Midnight Sun (Nick Corline Remix)

## Ediția bonus din Japonia
1. The Balkan Girls
2. Disco Romancing (Video Edit)
3. Midnight Sun
4. Hot Girls (feat. Dony)
5. Your Captain Tonight
6. Waiting
7. I'm On Fire
8. Te Ador
9. Amar Tu Vida
10. Hypnotic
11. Incomplete
12. Hello, Hello
13. Roman Hikou
14. Disco Romancing (Bonne DJ Remix)
15. Midnight Sun (LG Madwenn Club Remix)
16. The Balkan Girls (David Deejay Club Remix)